# Tørveproduktionen sætter Rekord
|  | Denne artikel er oprettet af botten PalnaBot ud fra en ekstern database. Den kan derfor have sproglige fejl eller mangler. Denne skabelon kan fjernes efter kontrol af indholdet. |

Tørveproduktionen sætter Rekord er en dokumentarfilm fra 1941 instrueret af Mogens Skot-Hansen efter manuskript af Mogens Skot-Hansen, U. Skodshøj, Gunnar Robert Hansen.

## Handling
Der produceres fire millioner tons tørv i løbet af sommermånederne.